# Геликония
Геликония (лат. Heliconia) — род травянистых растений монотипного семейства Геликониевые (Heliconiaceae), входящего в порядок Имбирецветные (Zingiberales).

## Ботаническое описание
Многолетние травянистые корневищные растения. Листья слабо асимметричные, до 3 м длины и 1 м ширины, влагалища образуют ложные стебли от 60 см до 8—10 м высотой.
Цветки обоеполые, зигоморфные, протандричные, с прицветничками. Соцветие от 10—30 см и до 2,5 м в длину. Чашелистиков 3, часто венчиковидные. Лепестков 3, белые, жёлтые, оранжевые, розовые или красные. Тычинок 6, пыльники линейные, одна из тычинок стерильна и превращена в стаминодий. Гинецей синкарпный, плодолистиков 3, столбик нитевидный, рыльце головчатое, завязь нижняя, трёхгнёздная. Плод — кожистая коробочка. Семена уплощённые, овально-удлинённые, с твёрдой оболочкой.

## Распространение
Встречаются во влажных тропических лесах Центральной и Южной Америки. Один вид — Геликония индийская (Heliconia indica) растёт на островах Океании.

## Хозяйственное значение и применение
Некоторые виды (например: геликония Бихаи, геликония индийская, геликония металлическая) используются в качестве декоративных растений.

## Таксономия
Род Геликония включает более 200 видов, некоторые из них:
- Heliconia bihai (L.) L. — Геликония Бихаиtypus[1]
- Heliconia collinsiana Griggs — Геликония Коллинса
- Heliconia curtispatha Petersen — Геликония короткопокровная
- Heliconia densiflora Verl. — Геликония густоцветковая
- Heliconia hirsuta L.f. — Геликония жёстковолосистая
- Heliconia indica Lam. — Геликония индийская
- Heliconia latispatha Benth. — Геликония широкопокровная
- Heliconia mariae Hook.f. — Геликония Марии
- Heliconia metallica Planch. & Linden ex Hook. — Геликония металлическая
- Heliconia pendula Wawra — Геликония повислая
- Heliconia pogonantha Cufod. — Геликония бородоцветковая
- Heliconia psittacorum L.f. — Геликония попугайная, или Геликония низкая, или Геликония канновидная
- Heliconia rostrata Ruiz & Pav. — Геликония ростральная
- Heliconia stricta Huber — Геликония прямая
- Heliconia wagneriana Petersen — Геликония Вагнера